# First Love (宇多田ヒカルのアルバム)
『First Love』（ファースト・ラヴ）は、日本のシンガーソングライター、宇多田ヒカルの1stアルバム。1999年3月10日に東芝EMIより発売された。全曲の作詞作曲を宇多田自らが行い、アレンジャーには西平彰や村山晋一郎、河野圭らが起用された。アルバムには宇多田のデビューシングル「Automatic/time will tell」や「Movin' on without you」、後にシングルカットされる表題曲「First Love」、「Automatic」のリミックス曲などを含む全12曲が収録された。収録曲は、宇多田が14歳の終わりから15歳の終わりまでの約1年間で制作・録音された。
本アルバムは、宇多田のデビュー後の社会現象の中で発売され、初動売上で当時歴代3位の202.7万枚を記録。発売から1か月後には累計500万枚を超え、日本国内のアルバムセールス歴代1位を記録した。国内での累積売上は770万枚に達しており、全世界では1000万枚に迫る出荷数を誇る。本作は、そのセールスの巨大さや革命性から、現在も日本のポップ・ミュージック史の金字塔作品として紹介されている。

## 背景
宇多田ヒカルは、歌手の母・藤圭子と音楽プロデューサーの父・宇多田照實の下で、小さい頃からスタジオで多くの時間を過ごしてきた。10歳の頃、「自分で作ってみたら」という提案で、「I'll Be Stronger」という英語詞の楽曲で始めて作詞作曲。14歳の頃、東京のスタジオで音楽プロデューサーの三宅彰に声を掛けられ、日本語詞の曲を作ることを提案され、1997年暮れ、14歳の終わり頃に初めての日本語詞曲「NEVER LET GO」が作られた。「日本語でできないと思われるのが悔しかった」のだという。その後、アルバムに向けて楽曲制作が始まった。
アルバムを制作する中で宇多田は、リリースの約3か月前の1998年12月9日にシングル「Automatic/time will tell」を発売して東芝EMIからメジャーデビューした。同シングルは初登場時はオリコンランキングでTOP10圏外にあったが、業界のプロ達の絶賛や、外資系CDショップや各地のFMラジオ局の猛プッシュをうけ瞬く間にヒットを記録。翌年2月には売上100万枚を突破し、その勢いのまま発売した2作目『Movin' on without you』も合算で122万枚のミリオンセールスとなり大ヒットを記録した。世間では、宇多田の15歳という若さにもかかわらず洗練された歌唱力と独特の哀愁を帯びた声、比喩や押韻などを効果的に用いた大人びた歌詞が各方面で大きな反響を呼び、一種の社会現象となった。そして、満を持して同年3月10日に本アルバム『First Love』をリリースした。

### アートワーク
アートディレクターは資生堂宣伝・デザイン部の高橋歩が、カメラマンは久家靖秀が担当した。雑誌『MdN』でのディレクター・沖田英宣のインタビューによると、アルバムのジャケット写真は衣装や照明を変えながらおこなったセッションのひとつで、「何十年か先に日本のポップスをアーカイブした書籍が出る時には＜名盤＞として掲載されているはずなので、そんなジャケットにしたい」とディレクションされた。ライターの小池直也はReal Soundの記事にて、本作のジャケット写真について「『日本国民なら1度は見たことがある』と言っても過言ではない」とし、「『First Love』をアートワーク抜きに語ることは不可能だ」と語った。その後も宇多田は現在に至るまで、全てのオリジナルアルバムで「顔を大きく映したジャケット写真」を踏襲している。

## 制作、録音
宇多田が学業に熱心だったこともあり、レコーディングは週末にのみ行われた。まず宇多田はアレンジャーと相談しながら音作りを行い、その後にトラックのループを流しながらメロディーや歌詞をつけたりと曲を作っていった。宇多田は発売当時の自身のブログに、楽曲の"材料"として「宇多田光、パソコン、MDプレーヤー（録音タイプ）、時間、表現欲求（一番大事）、〆切（笑）」と書き込んでいる。それ以前のアメリカでの楽曲制作では音作りや歌入れの主導権は他人にあったが、本作では宇多田自ら音作りや歌入れのジャッジを行ったりと、制作において自分がカバーする範囲が広がったという。宇多田は「全部自分でやったほうが、自分に責任があったほうが気楽」と当時のインタビューで語っている。日本語詞曲第2号、第3号は、「Automatic」と「time will tell」で、1998年の暮れにシングルとしてリリースされた。15歳も終わりに近づく同年の大晦日には楽曲「First Love」の歌入れを行い、スタジオで年を越したという。また、宇多田は同曲のレコーディングで、楽曲の雰囲気を出すためにわざと他の曲を歌って喉を枯らしてから歌入れをしていた。プロデューサーの三宅からも楽曲のテーマが提案された。「有名なカップルをテーマにした曲」として「アダムとイヴ」が提案されたが、宇多田は「私っぽくない」「西洋の男女差別を象徴している話で嫌いだった」とのことで、宇多田にとって男女のヒーローだという「ボニーとクライド」に決め、「B&C」が作られた。三宅は「僕が銅の斧を投げたら、金の斧を返してくれるのが宇多田ヒカル」と語っている。また、その後の宇多田の作品でも用いられることになる、宇多田単独によるコーラスの多重録音は本作でも特徴の一つとなっており、多いときは宇多田30人分、「Give Me A Reason」のエンディングでは最大80人分のコーラスが重ねられている。

## 評価
- タワーレコードは、本作を「国内のポピュラー･ミュージックの概念を一新するパイオニア的役割を担ったエポック･メイキングな1枚」と説明している[11]。
- 音楽評論家の渋谷陽一は、「日本のポップミュージックが今まで生み出したものとは違う、とても高いクオリティーと国際性を持っていた。」と本作を振り返り、「日本人の持つポップミュージックのDNAが変わった。」と感じたという。またその本作がいきなり天文学的セールスを記録したことにも言及し、「これまで不可能と思われた革命性と大衆性の統一を実現させた」と評価した[12]。
- ミュージック・マガジンのかこいゆみこは、「R&Bと歌謡曲のオイシイところを見事に、しかも無意識のうちに、自分のものにしている」と評した。また同じくミュージック・マガジンの山口智男も「楽曲、歌唱力ともに嫌味がないところが器の大きさを感じさせる」とコメントした[13]。
- OKMusicの帆苅智之は2016年の記事で、本作での宇多田のメロディへの言葉の乗せ方に注目。「日本語も英語もネイティブというバイリンガルならではの特徴を最大限に活かした──と言うよりも、おそらくそれすらも意識していないと思われるシームレスな言葉の使い方は、日本芸能史における偉大なる発明のひとつと言えるだろう」と評価し、「少なくとも大衆に認知された手法やテクニックの中で、この発明を超えるものは、まだ現れてないと思う」と語った[14]。

## チャート成績
『First Love』は、新人アーティストの1stアルバムとしては当時異例の初動売上202.7万枚を記録した。その後も売れ続け、累積枚数は3週目に300万枚、4週目に400万枚、7週目の5月3日付で500万枚を突破し、登場8週目の5月10日付では累積枚数523.9万枚となり、アルバムセールス歴代1位を記録した。またその後もセールス伸ばし、5月31日付でオリコン史上初となる600万枚を突破。さらに8月16日付では、700万枚を超える圧倒的な強さでこの年の年間ランキングアルバム1位（期間内売上736.6万枚）、アーティストセールス1位の2冠を達成した。なお、発売4週目で累積売上400万枚を突破した唯一のアルバムとなっている。オリコン集計による累積売上765万枚は日本国内のアルバムセールス歴代1位の記録となっている。また、オリジナルアルバムで400万枚を超えるのは1996年のglobeの1stアルバム「globe」以来のことであり、前年1998年に500万枚を突破して日本最高記録を更新したB'zのベストアルバム「B'z The Best "Pleasure"」の記録を、更に250万枚以上を更新する驚異的な記録となった。
また日本レコード協会の集計では、発売から10日間で200万枚以上、発売約1か月半後の1999年4月20日までに600万枚以上、5月20日までに700万枚以上、9月20日までに800万枚以上、2000年1月31日までに853万8465枚を売り上げた。
1999年8月10日、東芝EMIから日本国内での累計出荷枚数が800万枚を突破したと発表された。現在までに日本で870万枚以上、全世界で991万枚以上を出荷している。

### 売上推移
発売25週目までのオリコンによる集計
| 登場週          | 順位 | 週間売上枚数 | 累計売上枚数 |
| --------------- | ---- | ------------ | ------------ |
| 1999年3月22日付 | 1    | 2,026,870    | 2,026,870    |
| 1999年3月29日付 | 1    | 717,610      | 2,744,480    |
| 1999年4月5日付  | 2    | 761,340      | 3,505,820    |
| 1999年4月12日付 | 2    | 614,440      | 4,120,260    |
| 1999年4月19日付 | 1    | 428,520      | 4,548,780    |
| 1999年4月26日付 | 1    | 222,230      | 4,771,010    |
| 1999年5月3日付  | 2    | 229,550      | 5,000.560    |
| 1999年5月10日付 | 2    | 238,270      | 5,238,830    |
| 1999年5月17日付 | 1    | 298,360      | 5,537,190    |
| 1999年5月24日付 | 1    | 258,780      | 5,795,970    |
| 1999年5月31日付 | 2    | 205,270      | 6,001,240    |
| 1999年6月7日付  | 3    | 188,810      | 6,190,050    |
| 1999年6月14日付 | 4    | 121,810      | 6,311,860    |
| 1999年6月21日付 | 5    | 91,380       | 6,403,240    |
| 1999年6月28日付 | 2    | 127,430      | 6,530,670    |
| 1999年7月5日付  | 4    | 132,830      | 6,663,500    |
| 1999年7月12日付 | 5    | 121,700      | 6,785,200    |
| 1999年7月19日付 | 7    | 71,750       | 6,856,950    |
| 1999年7月26日付 | 8    | 55,780       | 6,912,730    |
| 1999年8月2日付  | 12   | 41,330       | 6,954,060    |
| 1999年8月9日付  | 14   | 37,050       | 6,991,110    |
| 1999年8月16日付 | 15   | 28,980       | 7,020,090    |
| 1999年8月23日付 | 9    | 47,320       | 7,067,410    |
| 1999年8月30日付 | 8    | 42,500       | 7,109,910    |
| 1999年9月6日付  | 6    | 41,270       | 7,151,180    |

## 収録曲
- 全曲作詞・作曲:宇多田ヒカル

1. Automatic -Album Edit- (5:28)
編曲：西平彰 / Rhythm track Arrangement：Taka & Speedy / Additional Arrangement：河野圭
1stシングル。
後半のヴォーカルフェイクがシングル版と異なっている。
フジテレビ系「笑う犬の生活-YARANEVA!!-」エンディングテーマ。
2. Movin' on without you (4:38) 
編曲:村山晋一郎
2ndシングル。日産.テラノCMソング。
3. In My Room (4:19) 
編曲:村山晋一郎
4. First Love (4:17) 
編曲:河野圭
後に3rdシングルとしてシングルカット。TBSドラマ「魔女の条件」主題歌。
5. 甘いワナ 〜Paint It, Black (5:02)
作詞・作曲:宇多田ヒカル(甘いワナ) / Mick Jagger & Keith Richards(Paint It, Black) / 編曲:西平彰
ローリング・ストーンズの「黒くぬれ!（原題:Paint It, Black）」の詞の一節を引用している。
6. time will tell (5:27) 
編曲:森俊之、磯村淳
1stシングル。フジテレビ系『ごきげんよう』エンディング テーマ。
7. Never Let Go (3:57)
作詞・作曲:宇多田ヒカル / Sting[注 4] / Dominic Miller[注 5] / 編曲:河野圭
宇多田が初めて日本詞で作った楽曲[26]。
スティングの「Shape of My Heart」 のガット・ギターのフレーズを引用している[27]。
TBS 系ドラマ『魔女の条件』挿入歌。
8. B&C -Album Version- (4:20)
編曲:西平彰 Rhythm track Arrangement：Taka & Speedy
2ndシングルのカップリング。
シングル版とは別ミックス。
仮のタイトルは「何があっても」[要出典]
9. Another Chance (5:22)
編曲:西平彰、Taka & Speedy（Rhythm track Arrangement）
10. Interlude (0:17)
一部が、次作アルバム『Distance』収録の「言葉にならない気持ち」でも使用されている。
11. Give Me A Reason (6:27)
編曲:西平彰
12. Automatic -Johnny Vicious Remix-(Bonus Track) (4:37)
「Automatic」のジャニー・ヴィシャスによるリミックス。15th Anniversary Editionには本編には収録されずボーナスディスクに収録される。

## アナログ盤収録曲
- SIDE 1
  - 1.,2.,3.,4.
- SIDE 2
  - 5.,6.,7.
- SIDE 3
  - 8.,9.,10.,11.
- SIDE 4 Remix Side
  - 12.＋First Love -John Luongo Remix-

数字は上記のCDの順番に対応して表記。
SIDE 1,2とSIDE 3,4との2枚組。SIDE 4の2曲目には、CDシングル「First Love」にも収録されたリミックスが1ヴァージョン追加収録されている。

## 15th Anniversary Edition 収録曲
- 15th Anniversary Editionは期間限定生産。ユニバーサル・ミュージックより2014年3月10日発売。
- 15th Anniversary Editionの15,000セット完全限定生産として、『First Love -15th Anniversary Deluxe Edition-』（ファースト・ラヴ -フィフティーンス アニバーサリー デラックス エディション-）も発売された。
- 本作の発売と同時期に、収録曲である「First Love」が新たにNTT東日本のCMソングに起用された[28]。

### First Love [2014 Remastered Album]
- 15th Anniversary EditionはSHM-CD。15th Anniversary Deluxe EditionはプラチナSHM。
- 収録曲はオリジナルと同じなのでここでは割愛（ただし、「Automatic -Johnny Vicious Remix-」は未収録で、Bonus Tracksに収録）。
- テッド・ジェンセンによる2014年最新リマスター。

### Luv Live
- 1999年4月2日、Zepp TOKYOにて行われたファーストライブを収録したDVD。

1. 甘いワナ 〜Paint It, Black
2. time will tell
3. In My Room
4. Never Let Go
5. Another Chance
6. Give Me A Reason
7. Automatic
8. 今夜はブギー・バック feat. スチャダラパー
スチャダラパー/小沢健二のカバー。
9. First Love
10. Movin' on without you

### First Love [TV Mixes]
- 15th Anniversary Deluxe Editionのみ収録。SHM-CD。「Interlude」を除くオリジナルカラオケを収録。

1. Automatic [TV Mix]
2. Movin' on without you [TV Mix]
3. In My Room [TV Mix]
4. First Love [TV Mix]
宇多田の3rdシングル「First Love (8cmのみ)」にもOriginal Karaokeとして収録されたことがあるが、シングルの音源はコーラスが残っていない純粋なインストであったのに対して、本作のTV Mixではコーラスが残されている。
5. 甘いワナ 〜Paint It, Black [TV Mix]
6. time will tell [TV Mix]
7. Never Let Go [TV Mix]
8. B&C [TV Mix]
9. Another Chance [TV Mix]
10. Give Me A Reason [TV Mix]

### First Love [Bonus Tracks]
- 15th Anniversary Deluxe Editionのみ収録。CD（通常のCD-DA）。レアトラックやカップリング曲を収録。

1. Automatic -Johnny Vicious Remix-
2. Movin' on without you -Tribal Mix-
3. time will tell -Dub Mix-
4. First Love -John Luongo Remix-
5. In My Room -Alternate Version-
6. time will tell -English Version-
7. CALLING YOU
作詞・作曲:ロバート・テルソン
8. 言葉にならない気持ち -Demo Version-
9. Movin' on without you -Demo Version-
10. B&C -Demo Version-
11. Another Chance -Demo Version-
12. First Love -Demo Version-
13. Give Me A Reason -Demo Version-
14. Automatic -Demo Version-
15. SUKIYAKI (上を向いて歩こう) -Live Version-
作詞:永六輔 作曲:中村八大

## チャートと売上
| 国/地域 | チャート（1999年）                | 最高 順位 |
| ------- | --------------------------------- | --------- |
| 日本    | 週間アルバム (オリコン)           | 1         |
| 国/地域 | チャート（2014年）                | 最高 順位 |
| 日本    | 週間アルバム (オリコン)           | 9         |
| 日本    | Top Album Sales (Billboard Japan) | 8         |
| 韓国    | 週間アルバム (ガオン)             | 62        |
| 台湾    | Western Albums (G-Music)          | 7         |

| チャート（1999年）      | 順位 |
| ----------------------- | ---- |
| 年間アルバム (オリコン) | 1    |
| チャート（2000年）      | 順位 |
| 年間アルバム（オリコン) | 84   |
| チャート（2014年)       | 順位 |
| 年間アルバム (オリコン) | 259  |

| 国/地域     | 認定      | 売上枚数  |
| ----------- | --------- | --------- |
| 日本 (RIAJ) | 8ミリオン | 7,670,000 |

### シングル
| 年     | シングル                     | チャート順位    | チャート順位                   | チャート順位    | 認定(RIAJ)                                        | 累計売上枚数                    |
| 年     | シングル                     | 週間 (オリコン) | 週間 (Billboard Japan Hot 100) | 年間 (オリコン) | 認定(RIAJ)                                        | 累計売上枚数                    |
| ------ | ---------------------------- | --------------- | ------------------------------ | --------------- | ------------------------------------------------- | ------------------------------- |
| 1998年 | 「Automatic/time will tell」 | 2               | 73                             | 5 (1)           | ミリオン(CD) ゴールド(デジタル)                   | 2,063,000(CD) 100,000(デジタル) |
| 1999年 | 「Movin' On Without You」    | 1               | -                              | 16 (7)          | ミリオン                                          | 1,227,000                       |
| 1999年 | 「First Love」               | 2               | 27                             | 42 (24)         | ダブル・プラチナ (CD) ダブル・プラチナ (デジタル) | 804,000 (CD) 500,000 (デジタル) |